# Beffroi d'Eeklo
Le beffroi d'Eeklo (en néerlandais : Belfort van Eeklo) est un beffroi situé  sur la Grand-Place (Markt) de la ville belge d'Eeklo dans la province de Flandre-Orientale.

## Historique
Le site du beffroi actuel était autrefois occupé par une église qui a été démolie en 1878. En 1932, une extension de l'hôtel de ville avec érection d'un beffroi est réalisée, en partie à la mémoire des victimes de la Première Guerre mondiale. Le réalisateur de cette nouvelle aile est l'architecte gantois Amand Janssens. Cette nouvelle construction s'inspire de l'hôtel de ville, de style Renaissance flamande, datant du XVIIe siècle. Un carillon est installé en 1985 au sommet du beffroi pour les 40 ans de la libération.
Depuis 1999, le beffroi est classé  au patrimoine mondial de l'UNESCO au même titre que 32 autres beffrois belges,. Bien que de construction récente (1932), le beffroi fait partie du patrimoine mondial de l'UNESCO pour son symbolisme.

## Architecture
Cette nouvelle aile de l'hôtel de ville comprend un beffroi de 35 mètres de haut et est construite en brique rouge et calcaire. L'entrée est décorée de glands, symbole de la ville d'Eeklo. La tour carrée est couronnée d'un parapet en porte-à-faux avec quatre tourelles d'angle crénelées et une lanterne à huit côtés surmontée d'un clocher à bulbe.